# Beesia calthifolia
Beesia calthifolia är en ranunkelväxtart som först beskrevs av Carl Maximowicz och Daniel Oliver, och fick sitt nu gällande namn av Oskar Eberhard Ulbrich. Beesia calthifolia ingår i släktet Beesia och familjen ranunkelväxter. Inga underarter finns listade i Catalogue of Life.

## Bildgalleri

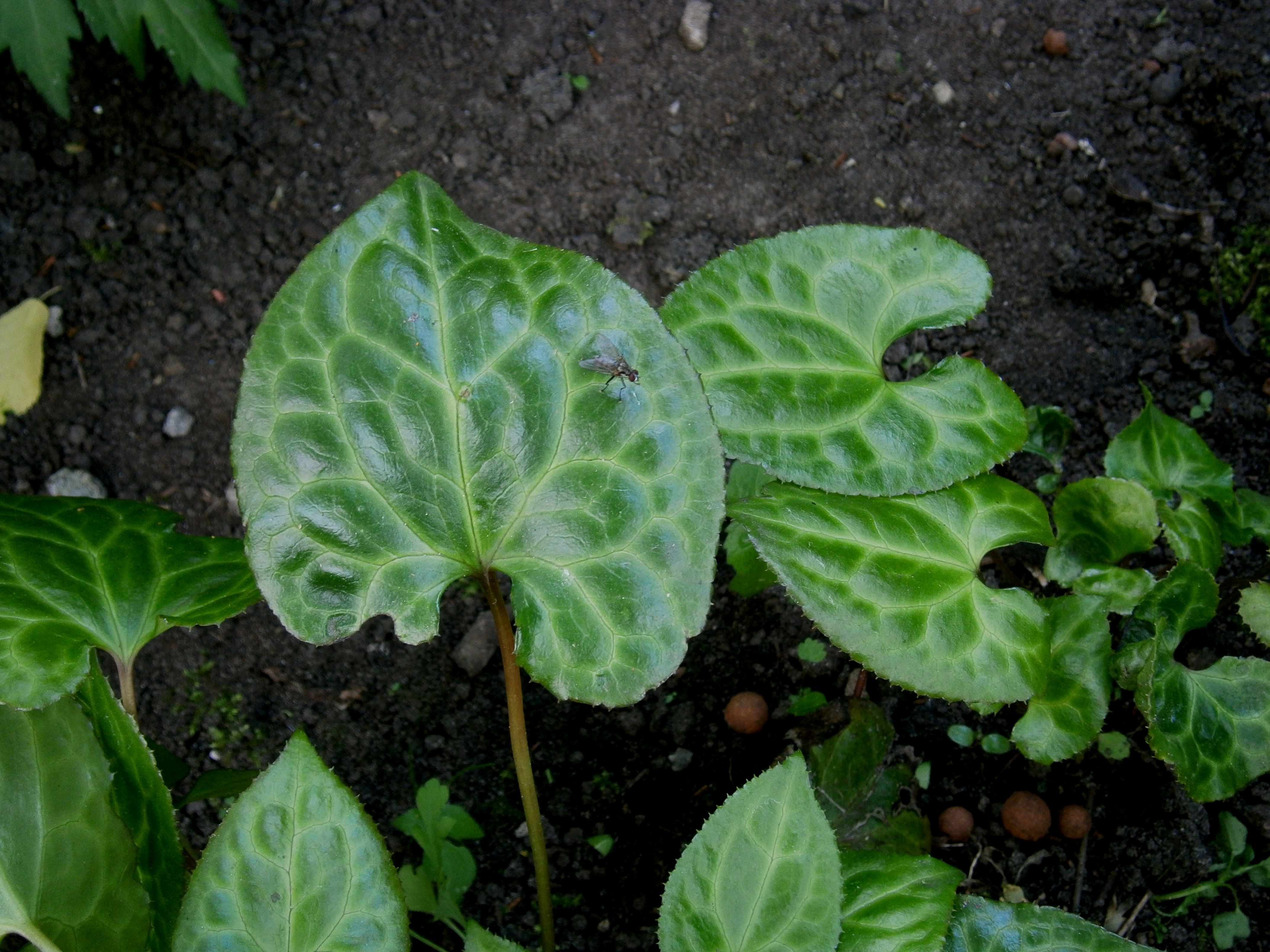
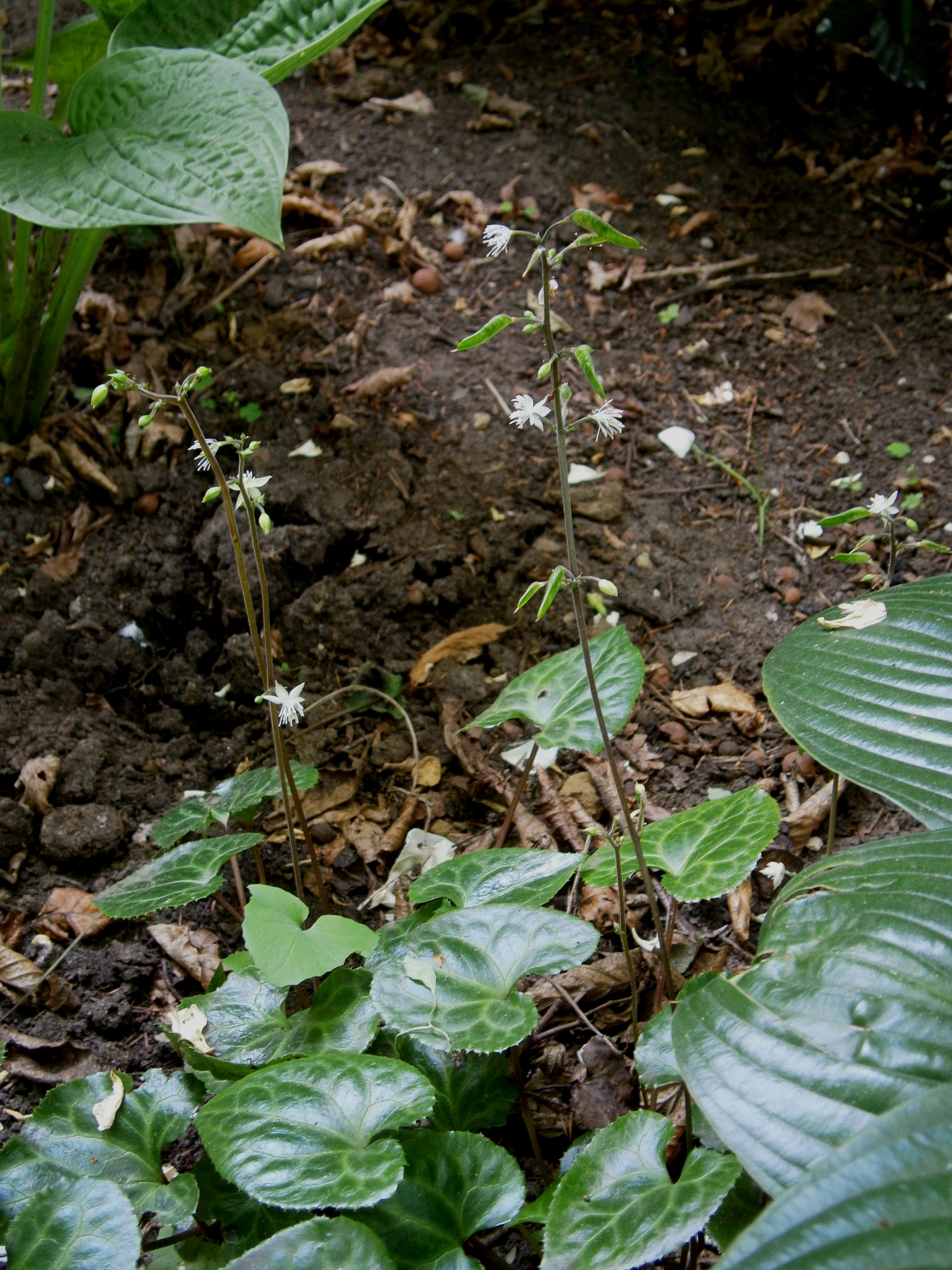
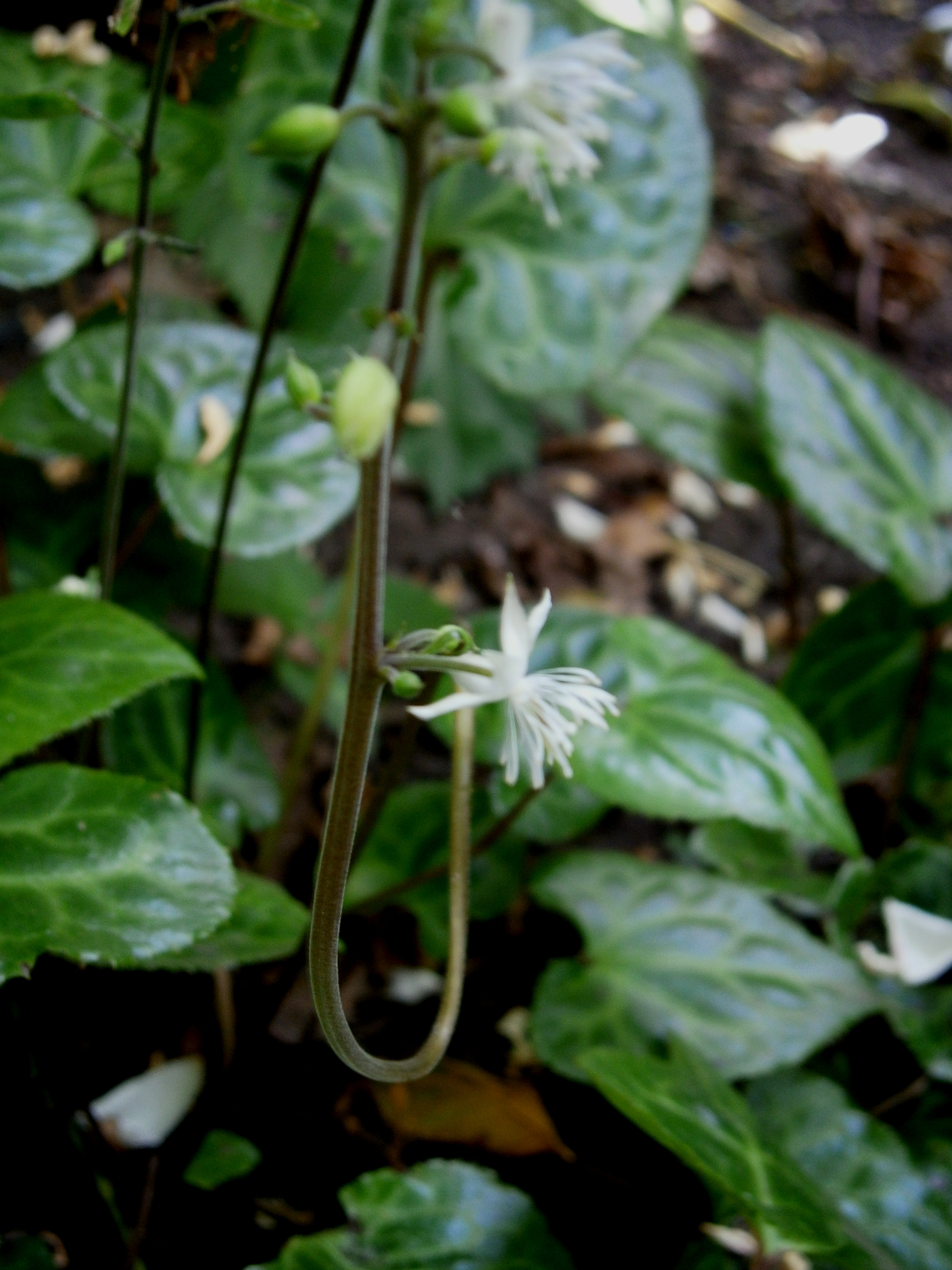
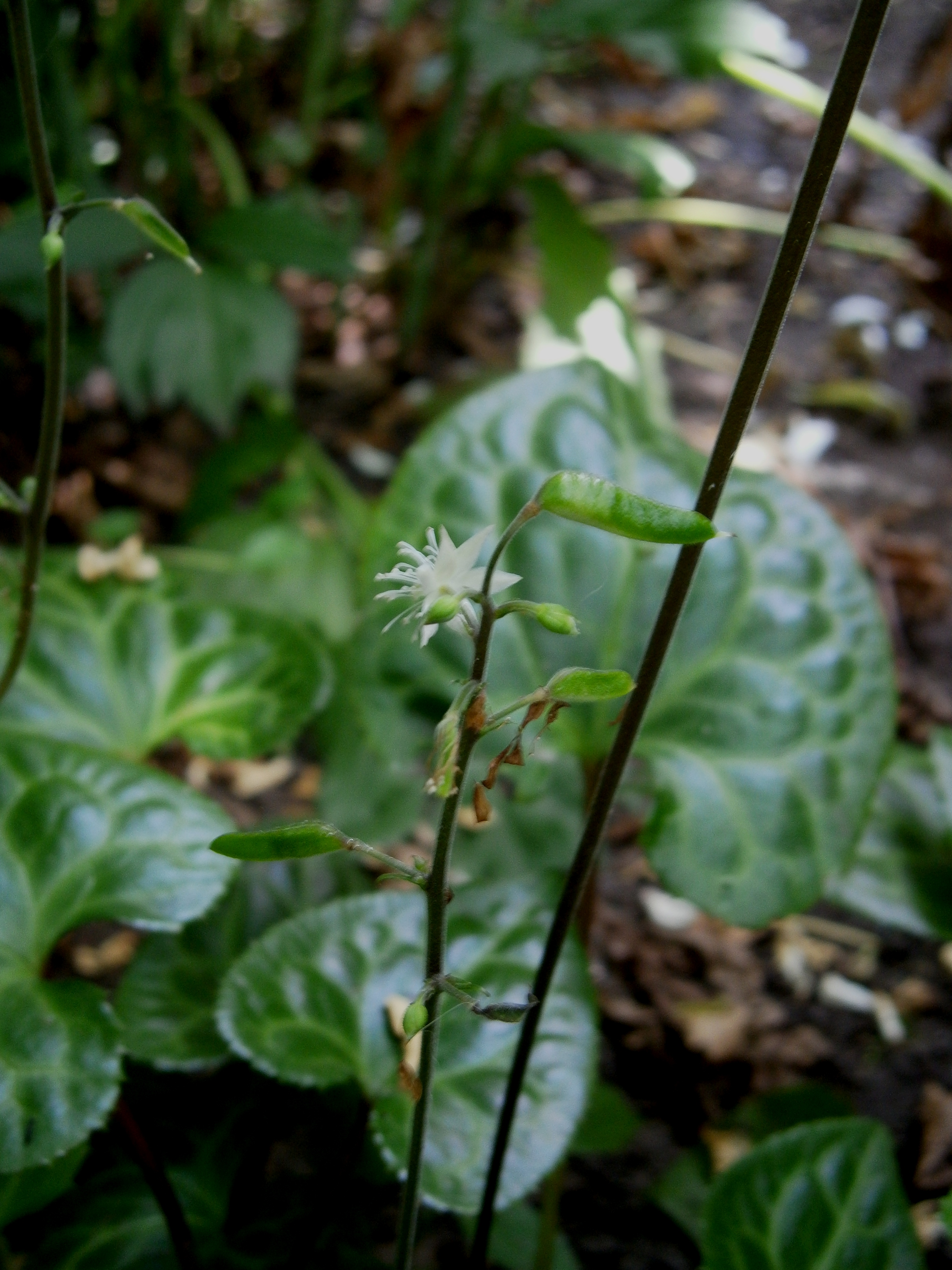